# Giáo phận Nakhon Ratchasima
Giáo phận Nakhon Ratchasima (tiếng Thái: สังฆมณฑลนครราชสีมา; tiếng Latinh: Dioecesis Nakhonratchasimaensis) là một giáo phận của Giáo hội Công giáo Rôma ở phía đông bắc Thái Lan. Giáo phận là một giáo phận trực thuộc Tổng giáo phận Thare và Nonseng.

## Địa giới
Địa giới giáo phận bao gồm các tỉnh Buriram, Chaiyaphum và Nakhon Ratchasima ở Thái Lan.
Tòa giám mục và Nhà thờ chính tòa Đức Mẹ Lộ Đức của giáo phận được đặt tại thành phố Nakhon Ratchasima.
Giáo phận được chia thành 35 giáo xứ.

## Lịch sử
Hạt Đại diện Tông tòa Nakhorn-Rajasima được thành lập vào ngày 22/3/1965 theo tông sắc Cum Populus Dei của Giáo hoàng Phaolô VI, trên phần lãnh thổ tách ra từ Hạt Đại diện Tông tòa Ubon (nay là Giáo phận Ubon Ratchathani).
Vào ngày 18/12 cùng năm, Hạt Đại diện Tông tòa được nâng cấp thành một giáo phận theo tông sắc Qui in fastigio của Giáo hoàng Phaolô VI.
Vào ngày 2/7/1969 giáo phận đã đổi tên thành như hiện tại theo nghị định Cum Excellentissimus của Bộ Truyền giáo.

## Giám mục quản nhiệm
Các giai đoạn trống tòa không quá 2 năm hay không rõ ràng bị loại bỏ.
- Alain Sauveur Ferdinand van Gaver, M.E.P. † (22/3/1965 - 30/5/1977 từ nhiệm)
- Gioakim Phayao Manisap  † (30/5/1977 - 30/11/2006 về hưu)
- Giuse Chusak Sirisut, từ 30/11/2006

## Thống kê
Đến năm 2021, giáo phận có 6.856 giáo dân trên dân số tổng cộng 5.339.355, chiếm 0,1%.
| Năm  | Dân số   | Dân số    | Dân số | Linh mục      | Linh mục       | Linh mục      | Linh mục                | Phó tế | Tu sĩ     | Tu sĩ    | Giáo xứ |
| Năm  | giáo dân | tổng cộng | %      | linh mục đoàn | linh mục triều | linh mục dòng | tỉ lệ giáo dân/linh mục | Phó tế | nam tu sĩ | nữ tu sĩ | Giáo xứ |
| ---- | -------- | --------- | ------ | ------------- | -------------- | ------------- | ----------------------- | ------ | --------- | -------- | ------- |
| 1970 | 2.976    | 2.445.414 | 0,1    | 10            |                | 10            | 297                     |        | 14        | 12       |         |
| 1980 | 4.395    | 3.671.000 | 0,1    | 15            | 5              | 10            | 293                     |        | 13        | 26       |         |
| 1990 | 5.211    | 4.631.000 | 0,1    | 19            | 19             |               | 274                     |        | 4         | 36       | 36      |
| 1999 | 5.332    | 5.050.570 | 0,1    | 25            | 22             | 3             | 213                     |        | 7         | 38       | 36      |
| 2000 | 5.391    | 5.120.520 | 0,1    | 26            | 22             | 4             | 207                     |        | 8         | 38       | 26      |
| 2001 | 5.204    | 5.168.436 | 0,1    | 25            | 22             | 3             | 208                     |        | 3         | 34       | 26      |
| 2002 | 5.284    | 5.168.436 | 0,1    | 26            | 23             | 3             | 203                     |        | 6         | 33       | 28      |
| 2003 | 5.258    | 5.180.465 | 0,1    | 26            | 23             | 3             | 202                     |        | 6         | 32       | 28      |
| 2004 | 5.464    | 5.198.400 | 0,1    | 24            | 21             | 3             | 227                     |        | 6         | 32       | 28      |
| 2013 | 6.205    | 5.449.468 | 0,1    | 29            | 24             | 5             | 213                     |        | 8         | 28       | 34      |
| 2016 | 6.767    | 5.352.914 | 0,1    | 30            | 27             | 3             | 225                     |        | 6         | 29       | 34      |
| 2019 | 6.564    | 5.310.006 | 0,1    | 37            | 31             | 6             | 177                     |        | 9         | 30       | 35      |
| 2021 | 6.856    | 5.339.355 | 0,1    | 33            | 27             | 6             | 207                     |        | 10        | 30       | 35      |